# Torbeno de Lacon-Zori
Torbeno de Lacon-Zori (XI secolo – 1120) fu giudice del Regno di Arborea dal 1100 al 1120.

## Biografia
Membro della famiglia Zori (de Thori), figlio maggiore e successore di Orzocco I, sua madre era Nivata (o Nibatta oppure Nivatora). 
Torbeno sposò Anna de Lacon ed era il padre di Orzocco II, il quale poi gli succederà. 
Torbeno, assieme a suo figlio, firmò una carta nella quale permetteva a sua madre Nivata di disporre dei castelli di Nuraghe Nigellu e Massone de Capras, che lei stessa fece costruire secondo i suoi desideri. 
Lei li donò all'Imperatore del Sacro Romano Impero, alla condizione che Torbeno ne rimanesse usufruttuario perpetuo. 
Secondo un'altra carta, nella quale si nomina Torbeno "de Lacon" e sua moglie "de Zori", egli comprò un cavallo rosso da Constantino "Dorrubu" (de Orrubu) al costo di alcuni schiavi e alcune terre nelle vicinanze di Nuraghe Nigello, ciò implica che forse Costantino fu posto a capo di quei luoghi da Nivata. 
Alcuni ritengono che quest'ultima carta riguarda un altro Torbeno che fu Giudice di Arborea più o meno nello stesso periodo, altri ritengono che Orzocco I fosse chiamato anche Torbeno.
Le carte di Torbeno sono sottoscritte dai curatori di Oristano, Valenza, Milis, Fortoriani (Fordongianos), ed Usellus. Il curatore di Valenza era Comita appartenente alla potente famiglia dei Lacon alla quale Torbeno era imparentato per matrimonio. Questa famiglia, all'epoca, era la più potente della Sardegna.

## Fonti
- Manno, Giuseppe. Storia di Sardegna. 2005.
- Fara, G. F. De Rebus Sardois, II, "Arborenses judices."